# Gobioides broussonnetii
Gobioides broussonnetii là một loài cá trong họ cá Oxudercidae. Đây là loài bản địa các vùng nước biển, nướic ngọt và nước lợ vùng biển gần bờ biển Đại Tây Dương của Bắc và Nam Mỹ từ South Carolina tại Hoa Kỳ, tới miền bắc Brazil.